# Macisvenda
Macisvenda är en ort i Spanien.   Den ligger i provinsen Murcia och regionen Murcia, i den sydöstra delen av landet, 300 km sydost om huvudstaden Madrid. Macisvenda ligger 391 meter över havet och antalet invånare är 653.
Terrängen runt Macisvenda är huvudsakligen kuperad, men åt sydväst är den platt. Terrängen runt Macisvenda sluttar söderut.Runt Macisvenda är det ganska tätbefolkat, med 139 invånare per kvadratkilometer. Närmaste större samhälle är Crevillente, 18,4 km öster om Macisvenda. Omgivningarna runt Macisvenda är i huvudsak ett öppet busklandskap.